# 1050 Meta
Az 1050 Meta (ideiglenes jelöléssel 1925 RC) a Naprendszer kisbolygóövében található aszteroida. Karl Wilhelm Reinmuth fedezte fel 1925. szeptember 14-én, Heidelbergben.